# YES 네트워크
양키스 엔터테인먼트 앤 스포츠 네트워크(Yankees Entertainment and Sports Network) 줄여서 YES 네트워크(YES Network)는 미국 뉴욕을 본거지로 하는 양키 글로벌 엔터프라이지즈가 운영하는 스포츠 전문 채널이다.

## 개요
2002년 3월 19일에 개국하였다. 주로 메이저 리그 베이스볼의 뉴욕 양키스와 프로 농구 NBA의 브루클린 네츠의 경기가 방송되고있다. 또한 양키스의과거 명승부와 양키스, 네츠의 최신 뉴스 등이 방송되고 있다.